# Абдуллаева, Римма Али кызы
Римма Али кызы Абдуллаева (азерб. Rimma Əli qızı Abdullayeva; 24 октября 1931, Агдам, Закавказская Социалистическая Федеративная Советская Республика — 24 января 2017, Баку, Азербайджан) — азербайджанский и советский деятель киноискусства, режиссёр, продюсер. Заслуженный работник культуры Азербайджана (2007).

## Биография
В 1953 году окончила Азербайджанский народнохозяйственный институт им. К. Маркса (ныне Азербайджанский государственный экономический университет). Позже обучалась на Высших сценарных курсах на киностудии «Мосфильм».
Много лет работала на киностудии «Азербайджанфильм». Была директором кинокартин у ряда известных кинематографистов Азербайджана. Принимала непосредственное участие в производстве фильмов.
Римма Абдуллаева была также кинорежиссёром.

## Избранная фильмография
директор фильма
- 1969 — В этом южном городе
- 1970 — Ритмы Апшерона
- 1971 — Главное интервью
- 1976 — Сердце... сердце...
- 1978 — Юбилей Данте
- 1980 — Дорожное происшествие
- 1981 — Аккорды долгой жизни
- 1982 — Шкатулка из крепости
- 1983 — Последняя ночь уходящего года
- 1984 — Вот придёт август
- 1985 — Однажды вечером
- 1986 — Окно печали
- 1987 — Экзамен
- 1989 — Sahilsiz gecə
- 1991 — Семь дней после убийства
- 1992 — Эхо Сумгаита